# Ian McPherson
Ian Buchanan McPherson DFC (* 26. Juli 1920 in Glasgow; † 20. März 1983 in St Albans) war ein schottischer Fußballspieler. Als Flügelspieler, der auf beiden Seiten eingesetzt werden konnte, gewann er mit dem FC Arsenal in der Saison 1947/48 die englische Meisterschaft.

## Sportlicher Werdegang
McPherson begann seine Fußballerlaufbahn im heimischen Glasgow bei den Rangers. Bevor diese richtig losgehen konnte, schloss er sich nach Ausbruch des Zweiten Weltkriegs der Royal Air Force an und für seine Verdienste wurde er – wie auch sein späterer Vereinskamerad Freddie Cox – mit dem DFC-Orden ausgezeichnet. Nach dem Ende der Kampfhandlungen spielte er in der Saison 1945/46 für Notts County, aber der offizielle Ligabetrieb wurde erst zur Saison 1946/47 wieder aufgenommen. Hierzu wechselte er im August 1946 zum englischen Erstligisten FC Arsenal unter dem damaligen Trainer George Allison, wobei der Waliser Horace Cumner als Teil des Geschäfts in die entgegengesetzte Richtung zog.
McPhersons Debüt geriet mit einer 1:6-Niederlage gegen die Wolverhampton Wanderers zu einer großen Enttäuschung, woraufhin vier Spieler ihren Platz in der Mannschaft sofort verloren. Dazu gehörte McPherson aber nicht und er absolvierte 37 Ligapartien in der Saison 1946/47, davon drei auf der rechten Halbstürmerposition und 34 als Rechtsaußen. Nach dem enttäuschenden 13. Rang in der Liga trat Allison zurück. Unter dem neuen Cheftrainer Tom Whittaker wechselte McPherson häufig auf die linke Flügelposition und er steuerte 29 Einsätze (sowie 5 Tore) zum Gewinn der englischen Meisterschaft bei. Als Stärken galten seine Antrittschnelligkeit und die Schusshärte. In der Folgesaison 1949/50 kam er zwar in weiteren 27 Ligapartien zum Zug, aber als die „Gunners“ mit einem 2:0-Finalsieg gegen den FC Liverpool den FA Cup gewannen, blieb McPherson außen vor, da Freddie Cox und Denis Compton die Flügelpositionen besetzten. In der Spielzeit 1950/51 blieb seine Rolle auf die des Ersatzmanns hinter Cox und Don Roper beschränkt. im Sommer 1951 verließ er schließlich den Klub, um zu Notts County zurückzukehren, das in der zweiten englischen Liga unterwegs war. Insgesamt hatte McPherson 163 Spiele für Arsenal absolviert und dabei 21 Tore geschossen.
Nach zwei Jahren für Notts County folgte beim Zweitligakonkurrenten FC Brentford McPhersons letzte Profisaison 1953/54. Dort kam er auf nur vier Ligaeinsätze kam und stieg dazu als Tabellenletzter ab. Letzte bekannte Stationen im Non-League football waren Bedford Town und Cambridge United. Er verstarb im März 1983 im Alter von 62 Jahren in der englischen Stadt St Albans.

## Titel/Auszeichnungen
- Englischer Fußballmeister (1): 1948
- Englischer Pokalsieger (1): 1950